# Limenitis dubernardi
Limenitis dubernardi är en fjärilsart som beskrevs av Charles Oberthür 1903. Limenitis dubernardi ingår i släktet Limenitis och familjen praktfjärilar. Inga underarter finns listade i Catalogue of Life.